# Bigelow Mountain
Bigelow Mountain (aussi appelé chaînon Bigelow ou mont Bigelow) est une longue crête montagneuse avec plusieurs cimes. Il est situé dans l'État du Maine, à cheval entre le comté de Franklin et le comté de Somerset, son point culminant se situant dans ce dernier. C'est l'un des plus hauts sommets du Maine.

## Toponymie
La montagne porte le nom du major Timothy Bigelow (en) qui gravit le sommet escarpé à la fin d'octobre 1775 « à des fins d'observation ». Le major Bigelow était l'un des quatre commandants de division du colonel Benedict Arnold lors de la bataille de Québec de 1775. Le corps expéditionnaire passa le long de la rivière Dead, sur le piémont septentrional du chaînon Bigelow, maintenant inondé dans le lac Flagstaff.

## Géographie
Le sommet le plus élevé de Bigelow Mountain est West Peak, à 1 263 m. Les sommets secondaires comprennent Avery Peak à 1 246 m, The Horns à 1 160 m, Cranberry Peak à 974 m, et Little Bigelow Mountain à environ 940 m. Le sentier des Appalaches traverse le mont Bigelow. La montagne est située près de la municipalité de Eustis au sud du lac Flagstaff, et au nord de la route 27 qui traverse tout l'État du Maine. Nommée Arnold Trail depuis Coburn Gore, un petit village frontalier près du Québec, jusqu'à Kingfield, la route est très sinueuse et pittoresque, passe dans plusieurs vallées, entre de nombreuses montagnes. Bigelow Mountain fait partie de la chaîne de montagnes Rangeley-Stratton, qui comprend également l'importante station de ski Sugarloaf/USA, Crocker, Saddleback, Abraham, Redington et d'autres montagnes.